# IC 1115
IC 1115 — галактика типу *Grp (велика група зірок) у сузір'ї Терези.
Цей об'єкт міститься в оригінальній редакції індексного каталогу.